# Religion i Indien
Det historiska Indien är ursprungslandet för bland annat hinduism, jainism, buddhism,  sikhism och ayyavazhi. Islam fördes till området genom arabiska invasionsförsök från och med andra hälften av 600-talet, och från och med cirka år 1000 styrdes stora delar av området av muslimska häskare.
I den moderna republiken Indien är de flesta invånarna hinduer men landet är enligt sin grundlag en sekulär stat. Vid självständigheten från Storbritannien 1947 bildades Pakistan specifikt för att de indiska muslimerna skulle få en egen stat, och från Pakistan avsöndrades senare Bangladesh.
Den dominerande islamska riktningen är hanifitisk sunniislam. 
I Indien finns också kristna församlingar, där vissa enligt traditionen grundades av aposteln Thomas kring år 50 och som i varje fall kan räkna sin historia från 1300-talet. 

## Antalet trosbekännare
| Religion        | Personer    | Procent |
| --------------- | ----------- | ------- |
| Alla religioner |             | 100,00% |
| Hinduer         | 827 578 868 | 80,5%   |
| Muslimer        | 138 188 240 | 13,4%   |
| Kristna         | 24 080 016  | 2,3%    |
| Sikher          | 19 215 730  | 1,9%    |
| Buddhister      | 7 955 207   | 0,8%    |
| Jainister       | 4 225 053   | 0,4%    |
| Bahá'íer        | 1 953 112   | 0,2%    |
| Övriga          | 4 686 514   |         |

Omkring 45 % av indierna är anhängare av två eller flera religioner.